# Raymond Oliver Faulkner
Raymond Oliver Faulkner (26 de diciembre de 1894 – 3 de marzo de 1982), fue un egiptólogo inglés y filólogo de la lengua egipcia antigua.

## Biografía
Raymond Oliver Faulkner nace en Shoreham, Sussex, hijo de un empleado de banco Frederick Arthur Faulkner y su mujer Matilda Elizabeth Faulkner (nacida Wheeler). En 1912  trabaja como funcionario del Her Majesty's Civil Service, pero su ocupación fue interrumpida por Primera Guerra Mundial, cuándo ingresa en las fuerzas armadas. Después de un breve período de servicio, fue dado de baja por invalidez y vuelve a la función pública en 1916.
Faulkner desarrolló un gran interés por la egiptología, que en 1918 le llevó a estudiar los jeroglíficos egipcios en su tiempo libre en el University College London, bajo la tutela de Margaret Murray. En 1926 se convirtió en el asistente a tiempo completo de Alan Gardiner, de quien recibió formación filológica y estímulo para publicar sus obras de textos jeroglíficos.
Fue el editor de la Revista de Arqueología egipcia de 1946 a 1959, y escribió muchos libros, artículos y reseñas. En 1950 fue admitido como Fellow of the Society of Antiquaries.
En 1951 Faulkner se convirtió en asistente en la enseñanza de idiomas en el University College London, y avanza para convertirse en un profesor de lengua egipcia, puesto que ocupó de 1954 a 1967. Recibió el título de Doctor en Letras por la Universidad de Londres en 1960.
El campo de interés principal de Faulkner fue la filología egipcia, e hizo importantes contribuciones a la egiptología con sus traducciones y los índices de muchos textos egipcios antiguos importantes, así como su diccionario autógrafo del egipcio medio, que sigue siendo una referencia importante y estándar para los egiptólogos y estudiantes de la lengua del antiguo Egipto.
Muere en Ipswich, Suffolk, el 3 de marzo de 1982.

## Otras lecturas
- Morris L. Bierbrier, ed., "Who was Who in Egyptology", ISBN 0-85698-125-7, (1995), London, p. 149.
- C.H.S. Spaull, article in Journal of Egyptian Archaeology 60 (1974), pp. 8–14. Includes portrait & bibliography.
- Harry S. Smith, article in Journal of Egyptian Archaeology 69 (1983), pp. 141–144. Obituary, including portrait & further bibliography.
- Rosalind Janssen, "The First Hundred Years: Egyptology at University College London, 1892–1992", ISBN 0-902137-33-6, (1992), p. 72.
- EES Oral History Project, Harry Smith on R O Faulkner en YouTube.

- Datos: Q3421077